# Секрет воспитания
«Секрет воспитания» — советский сатирический кукольный мультипликационный фильм для взрослых 1960 года, который снял режиссёр Григорий Ломидзе. Подзаголовок: фельетон.

## Сюжет
Мультфильм повествует о лекторе, который вечно твердит о важности труда, но в реальной жизни притворяется больным, чтобы избежать работы. Его сын, хоть и был воспитан на его лекциях (записанных на магнитофонную ленту), всё же следует личному примеру отца и уходит с субботника, чтобы поиграть в футбол. Учительница сообщает о случившемся его родителям. Отец вновь заводит лекцию о труде. Но мальчику самому становится стыдно за своё поведение, и он убегает сажать деревья, символически разбивая магнитофон с дидактическими записями.

## Создатели
- Сценарий — Виктора Ардова
- Стихотворный текст — Мориса Слободского
- Режиссёр — Григорий Ломидзе
- Оператор — Иосиф Голомб
- Художник-постановщик — Анатолий Курицын
- Художник — Э. Меламед
- Композитор — Ростислав Бойко
- Звукооператор — Борис Фильчиков
- Редактор — Наталья Абрамова
- Кукловоды: Лев Жданов, Кирилл Мамонов, Павел Петров, Вячеслав Шилобреев.
- Куклы и декорации изготовили: Борис Караваев, Геннадий Лютинский, В. Чернихова, Вера Калашникова, Владимир Алисов
- под руководством — Романа Гурова
- Директор картины — Натан Битман